# جون ماكدونالد (لاعب كرة قدم)
جون ماكدونالد (بالإنجليزية: John MacDonald)‏ (15 أبريل 1961 بغلاسكو في المملكة المتحدة - ) هو لاعب كرة قدم بريطاني في مركز الهجوم. لعب مع تشارلتون أثلتيك ونادي إنفرنيس ونادي بارنسلي ونادي دمبرتون ونادي رينجرز ونادي سكاربورو ونادي أردريونيانز وFort William F.C. ‏.

## وصلات خارجية
- جون ماكدونالد على موقع قاعدة بيانات كرة القدم.إي يو (الإنجليزية)